# Почвоутомление
Почвоутомле́ние — приобретение почвой свойств, под влиянием которых резко снижается урожайность некоторых сельскохозяйственных культур при их возделывании на одном и том же месте в течение нескольких лет подряд.
Особенно часто наблюдается при возделывании клевера (клевероутомление), льна (льноутомление), сахарной свёклы, хлопчатника, подсолнечника и некоторых других растений.
Главной причиной считается развитие на корнях растений болезнетворных организмов — грибов, бактерий, вирусов, нематод. Также установлено угнетающее и токсичное действие корневых выделений указанных растений.
Основной способ борьбы — соблюдение севооборота. Рекомендуется высевать на одном и том же поле лён — не ранее чем через 6-7 лет, сахарную свёклу — через 3 года, клевер — через 5 лет.